# Marty Napoleon

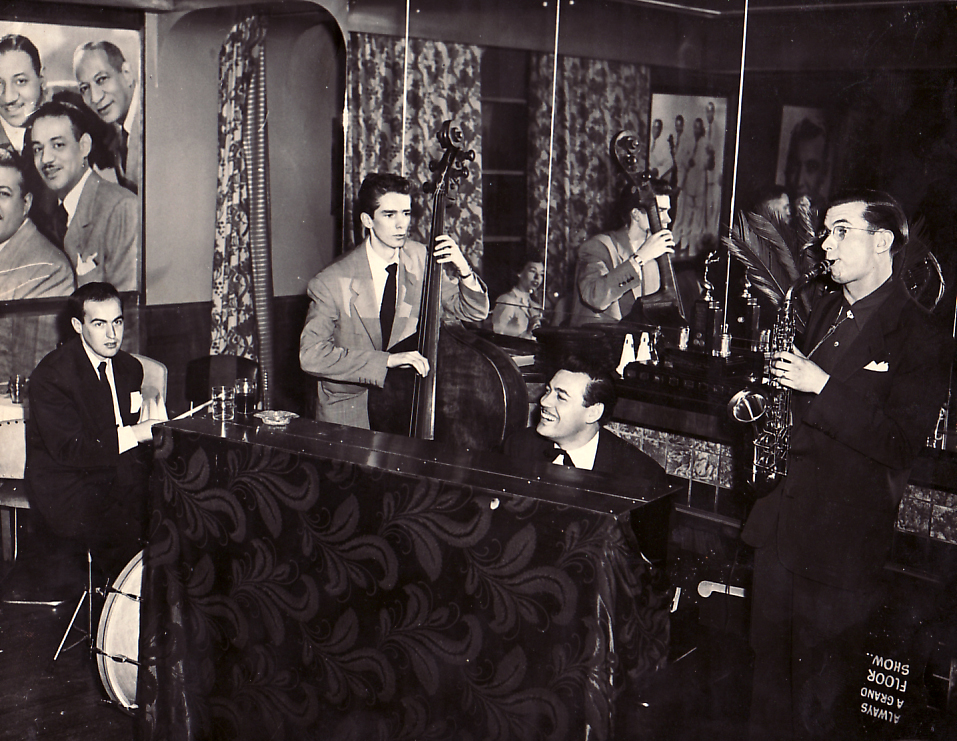
Marty Napoleon

Marty Napoleon (* 2. Juni 1921 in Brooklyn, New York City; † 27. April 2015 in Glen Cove, New York) war ein US-amerikanischer Pianist und Bandleader des Oldtime Jazz und Swing.

## Leben und Wirken
Marty Napoleon war der Bruder von Teddy und der Neffe von Phil Napoleon. 
Er spielte zu Beginn seiner Karriere 1941 mit Bob Astor und 1942 mit Chico Marx (zusammen mit Barney Kessel und George Wettling). Danach arbeitete er bei Georgie Auld, Joe Venuti, Charlie Barnet und in anderen Bands. 1946 löste er seinen Bruder bei Gene Krupa and His Orchestra ab, arbeitete dann bei seinem Onkel Phil in dessen Formation Original Memphis Five, 1950 bei Charlie Ventura und 1951 mit der Formation The Big Four (mit Ventura, Buddy Rich und Chubby Jackson). 1952/53 spielte er bei Louis Armstrongs All Stars, wo er Earl Hines ablöste. Danach hatte Napoleon ein eigenes Ensemble, mit dem er im Club The Metropole in New York auftrat. Zeitweise arbeitete er in den späten 1950er Jahren mit Charlie Shavers und Coleman Hawkins zusammen. 1959 hatte er ein eigenes Trio. Von 1966 bis 1971 trat er erneut mit Louis Armstrong auf, wo er den verstorbenen Billy Kyle ersetzte. Napoleon starb am 27. April 2015 unweit seines Zuhauses in Glen Cove im Alter von 93 Jahren.

## Auswahldiskographie
Als Bandleader
- Marty Napoleon Swings and Sings (Bethlehem Records)

Mit Louis Armstrong
- A Kiss to Build a Dream On (Brunswick Records)
- Louis Armstrong with Jack Pleiss' Orchestra (Decca Records)

Mit Kai Winding
- New Sound In Modern Music, Vol. 4 (Savoy Records)

Mit Charlie Ventura
- Blue Saxophone (Norgran Records)
- Collates (Mercury Records)

Mit Rex Stewart
- Late Date (Simitar Records)

Mit Carl Barry
- A Kiss To Build a Dream On (Brunswick Records)

Mit Herbie Fields
- Herbie Fields: His Orchestra and Quintet (1946-1947) (RCA Victor Records)

Mit Teddy Reig
- Ed Pob (Savoy Records)

Mit Allen Eager
- Tenor Sax Solos (Savoy Records)